# Jagdsabotage
Als Jagdsabotage werden absichtliche Handlungen bezeichnet, die darauf abzielen, Jagdaktivitäten zu stören oder zu verhindern. Diese Aktionen können von Tierschutz--, Tierrechts- oder Umweltaktivisten durchgeführt werden, die gegen die Jagd auf bestimmte Tierarten oder gegen die Jagd im Allgemeinen sind. Die Methoden der Jagdsabotage können variieren und umfassen u. a.:
1. Jagdstörung: Aktivisten können versuchen, Jäger während der Jagd zu stören, indem sie Lärm machen, sich in den Weg stellen oder andere Ablenkungen verursachen.
2. Vandalismus: Es kann es zu Vandalismus an Jagdausrüstung oder -einrichtungen kommen.
3. Befreiung von Tieren: Aktivisten könnten versuchen, gefangene Tiere aus Zuchtanlagen oder Fallen zu befreien.

Jagdsabotage ist ein umstrittenes Thema, da sie oft rechtliche Konsequenzen nach sich ziehen kann und sowohl Befürworter als auch Gegner der Jagd polarisiert. Während einige die Aktionen als notwendigen Protest gegen Tierquälerei und Umweltzerstörung sehen, betrachten andere sie als illegale und unethische Störung von Freizeitaktivitäten und Traditionen.